# 민코프스키 물음표 함수

민코프스크 물음표 함수의 그래프

의 그래프

수학에서 민코프스키 물음표 함수(영어: Minkowski question-mark function)는 여러 프랙탈 성질을 보이는 연속 함수이다.

## 역사
헤르만 민코프스키가 1904년 정의하였다.

## 정의
어떤 실수 {\displaystyle x}가 다음과 같은 연분수를 가진다고 하자.
{\displaystyle x=a_{0}+{\frac {1}{a_{1}+{\frac {1}{a_{2}+\cdots }}}}=[a_{0};a_{1},a_{2},\ldots ]}
이 수열은 {\displaystyle x}가 유리수일 경우 유한하고, 무리수일 경우 무한하다.
그렇다면 민코프스키 물음표 함수 {\displaystyle ?(x)}는 다음과 같다.
{\displaystyle ?(x)=a_{0}+2\sum _{n=1,2,\dots }{\frac {(-1)^{n+1}}{2^{a_{1}+\cdots +a_{n}}}}}
만약 {\displaystyle x}가 유리수라면, 즉 {\displaystyle x}의 연분수 표현이 유한하다면 위의 합은 유한급수이다. 반면 {\displaystyle x}가 무리수라면 위 급수는 무한급수이지만 항상 수렴한다.

## 성질
민코프스키 물음표 함수는 여러 독특한 성질을 보이며, 특히 그 그래프는 프랙탈 모양을 가진다.
- 물음표 함수는 연속 함수이지만 절대 연속 함수가 아니다.
- 물음표 함수는 강한 단조증가함수이다.
- {\displaystyle ?(x)-x}는 주기가 1인 주기함수이며, 홀함수이다.

## 참고 문헌
- Alkauskas, Giedrius (2008). 《Integral transforms of the Minkowski question mark function》 (영어). 박사 학위 논문. University of Nottingham.
- Conley, R. M. (2003). 《A survey of the Minkowski ?(x) function》 (영어). 석사 학위 논문. West Virginia University.[깨진 링크(과거 내용 찾기)]
- Bibiloni, L.; J. Paradis, P. Viader (2001). “The derivative of Minkowski's singular function”. 《Journal of Mathematical Analysis and Applications》 (영어) 253 (1): 107–125. doi:10.1006/jmaa.2000.7064. Zbl 0995.26005. 2015년 6월 22일에 원본 문서에서 보존된 문서. 2008년 9월 2일에 확인함.
- Dresse, Zoé; Walter Van Assche (2014). “Orthogonal polynomials for Minkowski’s question mark function” (영어). arXiv:1403.1374.